# KRTP-81 RAMONA

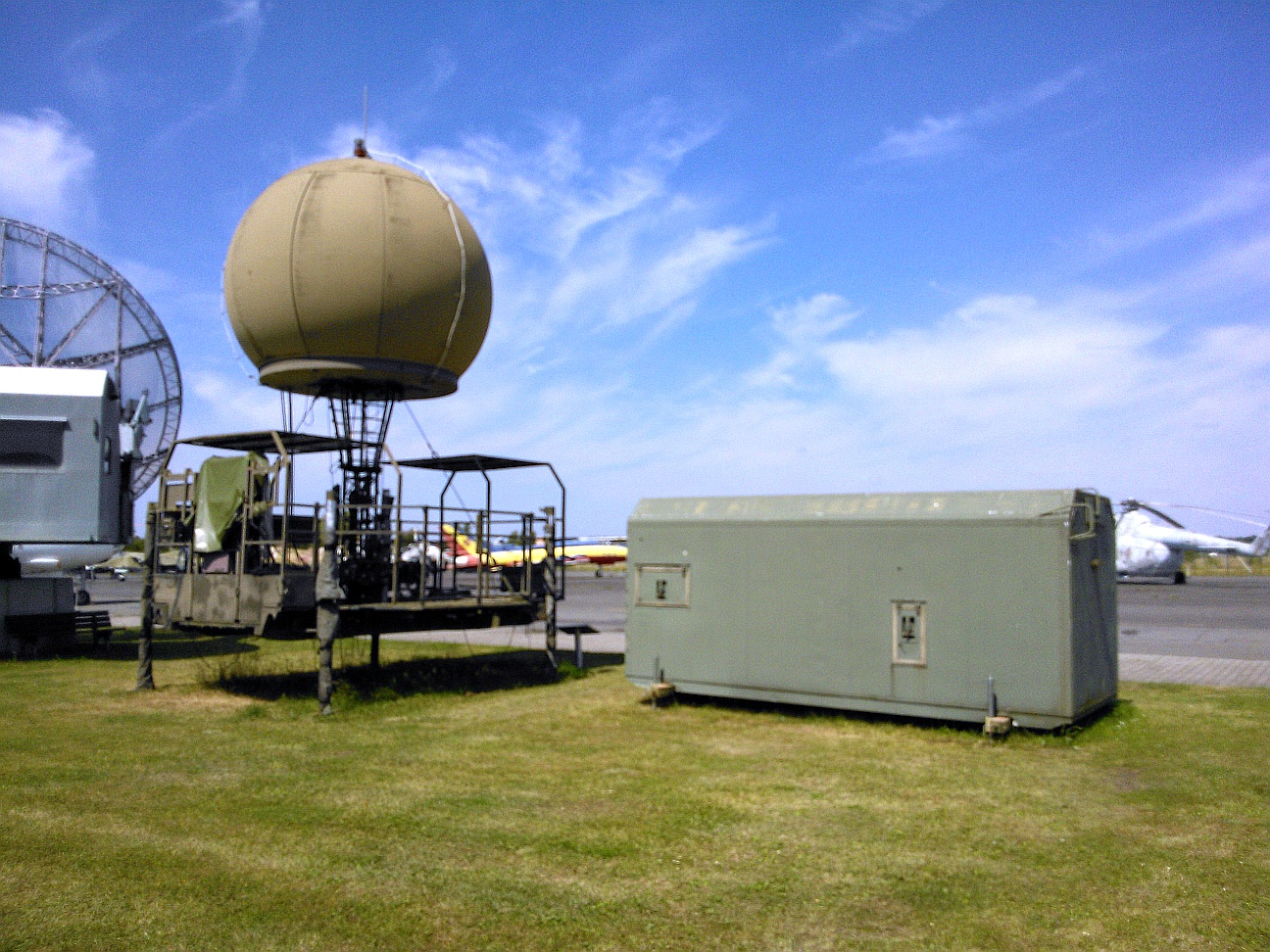
Anténa pasivního sledovacího systému RAMONA.

KRTP-81 RAMONA (Komplet RadioTechnického Pátrače) a jeho pozdější modernizovaná verze KRTP-83 RAMONA-M byly pasivní sledovací systémy z 80. let 20. století vyvinuté v československém podniku Tesla Pardubice. NATO přiřadilo tomuto systému kódové označení Soft Ball. RAMONA představovala druhou generaci pasivních sledovacích systémů po PRP-1 Kopáč. K detekci cílů využíval časoměrně-hyperbolickou metodu Time Difference of Arrival (TDOA).
Jedná se o pasivní sledovací systém, kde nevyzařuje soustava elektromagnetické záření, jehož odrazy by následně zachytávala a zpracovávala. RAMONA nesloužila pro navádění raket protivzdušné obrany, předávala pouze informaci o poloze cíle.

## Historie
Vedoucím projektu RAMONA byl Ing. Karel Nekut, který vedl odbor 2300. Ten byl samostatnou vývojovou skupinu v závodě Tesla Pardubice. Jedním z cílů vývoje systému RAMONA bylo vytvoření automatického systému pro vyhledávání, vyhodnocování cílů  a zaměřování jejich polohy, neboť předchozí systém PRP-1 Kopáč automatický nebyl.
Vývojové práce na kompletu RAMONA byly zahájeny roku 1973. Výroba a dodávky kompletu KRTP-81 začaly roku 1980. Modernizovaná verze RAMONA-M byla dodávána od roku 1983.

## Popis systému
Komplet pasivního sledovacího systému se skládal z trojice stanic. Dvou postranních a jedné centrální vyhodnocovací části. Stanice si předávaly data bezdrátově pomocí radioreléového spojení.
Systém RAMONA využíval k detekci letounů metodu TDOA. K výpočtům sloužil počítač RODAN, což byla vojenská verze polského 24bitového počítače ODRA.
Komplet byl přepravován na vozidlech Tatra 148, později také Tatra 815 a na vozech značky Kamaz.
V přepravním stavu byl systém složen z těchto částí:
- paleta s anténní jednotkou (3 ks)
- paleta s díly stožáru (3 ks)
- paleta pomocná s manipulačními díly (3 ks)
- kontejner přijímací části KB, KS (3 ks)
- kontejner vyhodnocovací části KV (1 ks)
- planžet ZZP (1 ks)

Kontejnery byly standardně vybaveny klimatizací a filtroventilací, které měly umožnit provoz v extrémních klimatických podmínkách.
V anténní jednotce se naházela elektrotechinka vstupních přijímacích obvodů, oscilátorů a později syntezátorů. Ve vysokofrekvenční části pak také antény pro radioreléové spojení stanic řady MT15. Ty zajišťovaly spojení s jednotlivými stanicemi soustavy RAMONY.
Anténny systému RAMONA byly zakryty kulovým krytem z materiálu, který neovlivňoval příjem antény. Materiál pozházel z NDR.
Anténa mohla být provozována na přepravní paletě, případně mohla být vztyčena na stožáru příhradové konstrukce, který mohl dosahovat výšky 25 m.
RAMONA měla být schopná detekovat letouny F-15 a F-16 až na vzdálenost okolo 400 km.

## Varianty
- KRTP-81 RAMONA (vyrobeno 17 ks)
- KRTP-83 RAMONA-M, někdy je také označovaná jako KRTP-81M (vyrobeno 14 ks)

## Uživatelé
- Československá socialistická republika – ČSLA
- Syrská arabská republika[9][4]
- Německá demokratická republika[4]
- Sovětský svaz – 14 kusů KRTP-81 a 10 kusů modernizované verze KRTP-83[4]
- Korejská lidově demokratická republika – 1 ks[4]

## Muzejní exponáty
Anténní sestava KRTP-81 RAMONA se nachází v německém letéckém muzeu na bývalém letišti Berlín-Gatow.

## Specifikace
| Počet cílů RL                    | 20 klasických                        | 20 klasických, pulsní doppler F-15, F-16, E-3 AWACS  |
| Počet cílů                       | IFF/SIF 20                           | SIF/IFF až 40                                        |
| Výstupní data                    | poloha cíle                          | poloha cíle                                          |
| Měřené veličiny                  | délka impulsu                        | délka impulsu                                        |
| Měřené veličiny                  | opakovací kmitočet                   |                                                      |
| Měřené veličiny                  | polarizace                           | polarizace H/V kanálů                                |
| Měřené veličiny                  | vysílací kmitočet cíle               |                                                      |
| Měřené veličiny                  | –                                    | vnitroinmpulzní modulace                             |
| Počet měřících kanálů            | 5                                    | 7                                                    |
| Záznam SIF                       | ne                                   | ano                                                  |
| Frekvenční pásmo                 | 0,8 – 18 GHz                         | 0,8 – 18 GHz                                         |
| Citlivost                        | -120 dBW                             | -120 dBW                                             |
| Doba rozvinutí a svinutí systému | 4 až 12 hodin v závislosti na terénu | 4 až 12 hodin v závislosti na terénu                 |
| Vybavení                         | analyzátor                           | počítač RODAN                                        |
| Vybavení                         | snímač a děrovač                     | magnetická kazeta                                    |
| Vybavení                         | –                                    | stabilizátor kmitočtu na vlnových délkách 3 až 23 cm |
| Chlazení                         | výměník vzduch/vzduch                | výměník vzduch/vzduch                                |